# Cuestación en la calle

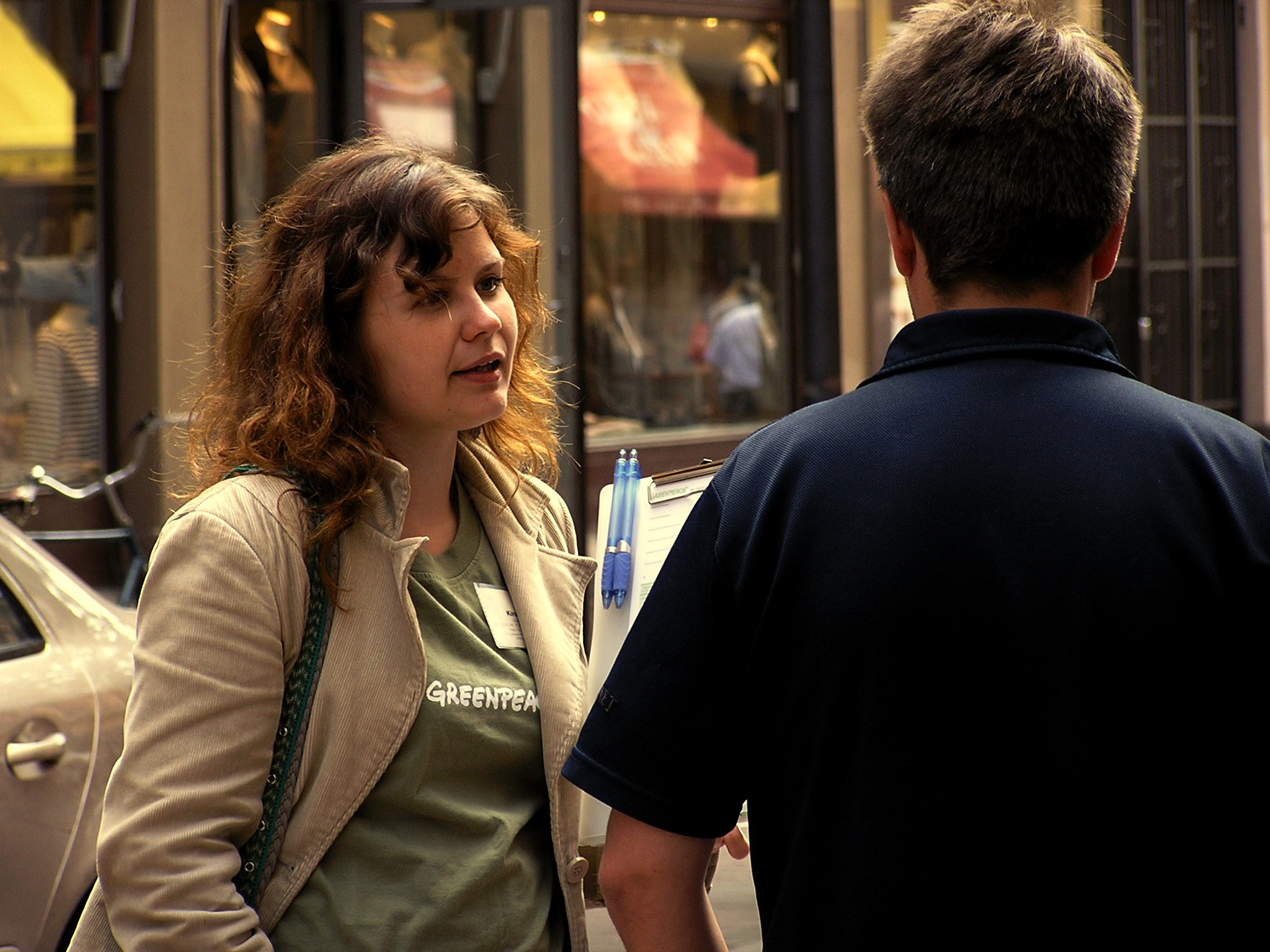
Captador de fondos hablando cara a cara con un transeúnte en Helsinki

La cuestación en la calle es una manera de solicitar donaciones en nombre de una organización benéfica Los captadores de fondos pueden ser voluntarios no remunerados como es costumbre en España, o como ocurre en los países anglosajones pueden ser empleados pagados por la organización benéfica implicada (a veces incluso pueden ser autónomos).

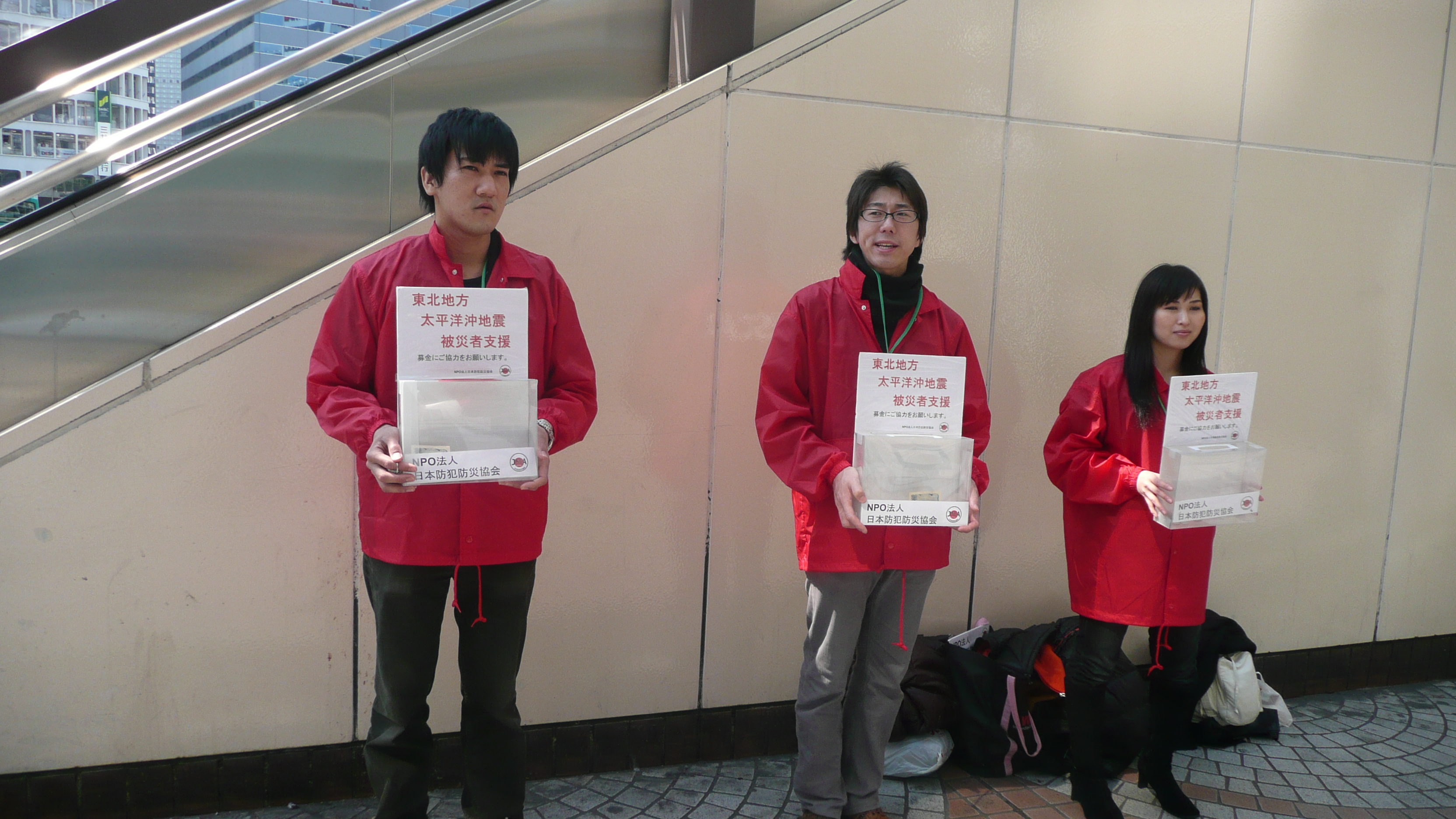
Recaudadores de fondos para la asistencia de las víctimas del Terremoto y tsunami de Japón de 2011.

En España, el Día Mundial contra el Cáncer se usa también de forma particularmente eficaz implicando a los jóvenes o incluso niños a pedir dinero usando pequeñas huchas de lata y poniendo una banderita a los donantes.
La cuestación en la calle aparte de destacar la importancia de las campañas organizadas más grandes y ya conocidas como la Campaña de lucha contra el cáncer, también sirve para dar a conocer obras de caridad poco conocidas en su inicio, compartiendo con la gente toda la información importante que quizás desconocen.

## Captadores de fondos voluntarios
Los  captadores de fondos  pueden ser utilizados directamente por una organización benéfica, como parte de un equipo 'in-house'. Las organizaciones benéficas siempre han confiado en las personas para ayudar a recaudar dinero. Estas personas utilizan muchos métodos, tales como la recogida de dinero en efectivo en pequeños botes de lata, captando dinero de los asistentes a eventos patrocinados por la organización, o incluso visitando a las personas en su casa para pedirles una donación.
Los voluntarios pueden contribuir como una acción única solo unas horas o trabajar regularmente para una obra de caridad durante muchos años. Hay algunos grandes ejemplos de personas que dedican enormes sumas de dinero a su acción de caridad favorita, en su tiempo libre. Sin embargo, para las principales organizaciones de caridad y debido a su propia naturaleza, es una forma poco fiable de obtener fondos. Si las organizaciones benéficas estuvieran obligadas a contar solo con las donaciones espontáneas, muchas deberían reducir sus operaciones considerablemente, y algunas ni siquiera podrían funcionar.